# Epsilon Ursae Minoris
Epsilon Ursae Minoris – gwiazda w gwiazdozbiorze Małej Niedźwiedzicy, znajdująca się w odległości około 318 lat świetlnych od Słońca.

## Charakterystyka obserwacyjna
Epislon jest trzecią od końca gwiazdą „dyszla” Małego Wozu, czyli „ogona” Małej Niedźwiedzicy. Jest gwiazdą okołobiegunową, widoczną przez całą noc dla obserwatorów na północ od równoleżnika 8° N.

## Charakterystyka fizyczna
Epsilon Ursae Minoris jest gwiazdą spektroskopowo podwójną o okresie obiegu obydwu składników 39,4816 dnia. Większa część światła jest emitowana przez jaśniejszy składnik, który jest żółtym olbrzymem należącym do typu widmowego G5. Ma on temperaturę około 5200 K i jasność 225 razy większą od słonecznej. Masa olbrzyma to 3,6 M☉.
Układ tych dwóch gwiazd jest zaćmieniowy. Odległość między składnikami jest oceniana na 0,36 au, zaćmienia są częściowe (około 6%). W tym ciasnym układzie oddziaływanie składników przyspiesza ich obrót i wzmaga aktywność magnetyczną, która przejawia się w występowaniu plam gwiazdowych, o czym świadczy rejestrowane promieniowanie rentgenowskie. Ten efekt sprawia, że jest to także gwiazda typu RS Canum Venaticorum.
Epsilon Ursae Minoris ma także trzeci składnik, który jest związany grawitacyjnie z systemem podwójnym, o czym świadczy podobny ruch własny. Gwiazda ta jest oddalona od pozostałych dwóch o 76,6 sekund kątowych i ma wielkość zaledwie 12,32m. Jest to pomarańczowy karzeł, gwiazda typu K0 odległa od nich o co najmniej 8100 au.